# Luis Gatica
Luis Gatica (Veracruz, 25 de fevereiro de 1961) é um ator mexicano, filho do cantor chileno Lucho Gatica, e da atriz portorriquenha Mapita Cortés.

## Trajetória

### Telenovelas
- Te doy la vida (2020) .... Ricardo Saldívar
- Médicos (2019) .... Francisco "Paco" Galaz
- La jefa del campeón (2018) .... Emiliano Linares
- Por amar sin ley (2018) .... Fausto Olivera
- El bienamado (2017) .... Ambrosio Cárdenas
- Mujeres de negro (2016)... Fiscal
- El hotel de los secretos (2016) .... Genaro Varela
- La vecina (2015-2016) .... Pedro Arango
- La gata (2014) .... Fidel Gutiérrez
- El color de la pasión (2014) .... Ricardo Márquez
- Qué pobres tan ricos (2013-2014) .... Osiel "O Bambi" Camargo
- Lo que la vida me robó (2013-2014) .... Bruno Gamboa
- Mentir para vivir (2013).... Samuel Barragán
- Por ella soy Eva (2012).... Gustavo
- Amor bravío (2012) .... Hipolito
- Ni contigo ni sin ti (2011) .... Advogado
- Cuando me enamoro (2010-2011) .... Lázaro López
- Corazón salvaje (2009-2010) .... Remigio García
- Alma de hierro (2008-2009) .... Abraham Elizondo
- En nombre del amor (2008-2009) .... Mariano Cordero
- Código postal (2006-2007) .... Germán de Alba
- Sueños y caramelos (2005) .... Máximo
- Rubi (2004) .... Caetano Martínez
- Clap...El lugar de tus sueños (2003) .... Alonso Rivadeneira
- Niña... amada mía (2003) .... Jorge Esparza
- Sin pecado concebido (2001) .... Dr. Gerardo Garduño
- Rayito de luz (2000) .... Cruz Ramírez
- DKDA: Sueños de juventud (1999-2000) .... Raul Arias
- La mentira (1998) .... Santiago Terrazas
- Preciosa (1998) .... Patricio
- Mi querida Isabel (1996) .... Ricardo
- La antorcha encendida (1996) .... Juan Foncerrada
- Marimar (1994) .... Chuy López
- La ultima esperanza (1993) .... José
- Marionetas (1986) .... Jorge Linares
- Los años felices (1984) .... Joel
- La fiera (1983)

### Séries
- Adictos (2009) .... Leo
- El pantera (2009)
- Mujeres asesinas Carmen, honrada (2009) .... Guillermo Jiménez
- Vecinos (2008) .... Eduardo
- La rosa de Guadalupe (2008) .... Pepe
- Tiempo final (2007) .... Agente Lopez
- Mujer, casos de la vida real (2000-2003)